# Kaspars Vecvagars
Kaspars Vecvagars, né le 3 août 1993, à Riga, en Lettonie, est un joueur letton de basket-ball. Il évolue au poste d'arrière.

## Palmarès
- Champion de Lituanie 2014, 2015
- Coupe de Lituanie 2015
- Finaliste du championnat d'Europe des -20 ans 2013